# Die Froschkönigin
Die Froschkönigin (russisch Царевна-лягушка) ist ein Volksmärchen aus Russland.

## Inhalt
Im Märchen findet der Sohn des Zaren im Gegensatz zu seinen beiden Brüdern keine Frau, sondern muss sich mit einem Frosch verheiraten. Dieser ist jedoch die verzauberte Jungfrau Wasilisa, die an sich den Frauen der Brüder in jeder Beziehung überlegen ist und dies in mehreren Prüfungen beweist und so den Spott der anderen überwindet. Durch einen unbedachten Fehler verliert der Prinz Wasilisa, kann sie jedoch durch seine Tapferkeit entzaubern und zurückgewinnen. Neben Wasilisa spielen im Märchen weitere Gestalten aus der russischen Mythologie mit, wie die Hexe Baba Jaga.